# Kärrharfotsspinnare
Kärrharfotsspinnare, Gynaephora selenitica, är en fjärilsart som beskrevs av Eugen Johann Christoph Esper 1789. Kärrharfotsspinnare ingår i släktet Gynaephora och familjen Näbbflyn, Erebidae. Enligt den finländska rödlistan är arten sårbar i Finland.  Arten är ännu inte påträffad i Sverige. Artens livsmiljö är tallmyrar. Inga underarter finns listade i Catalogue of Life.

## Bildgalleri

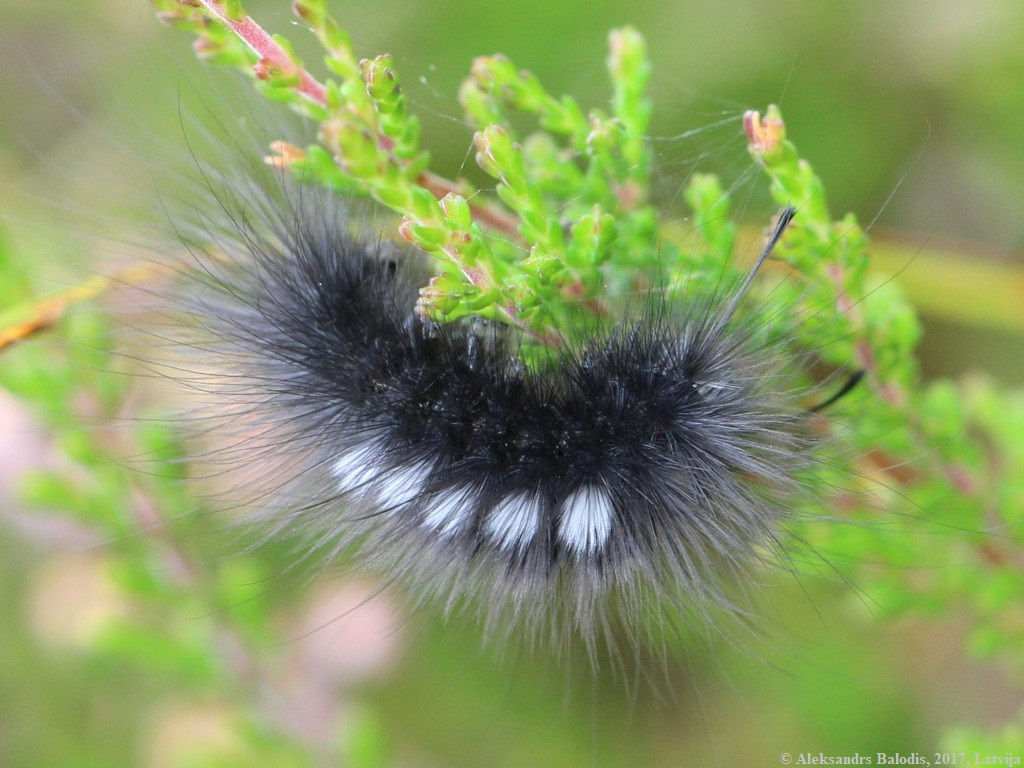
Mörk larv
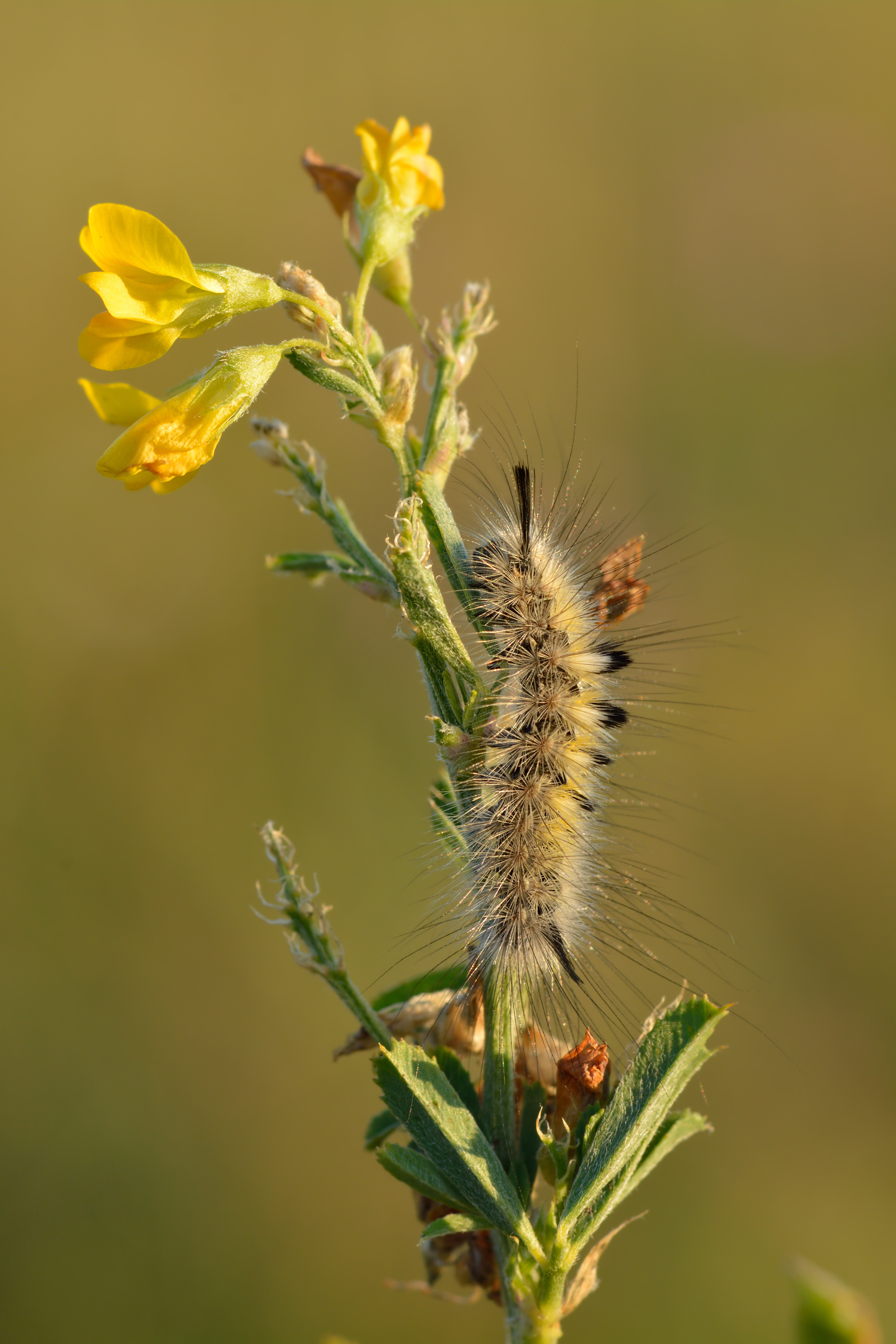
Ljus larv
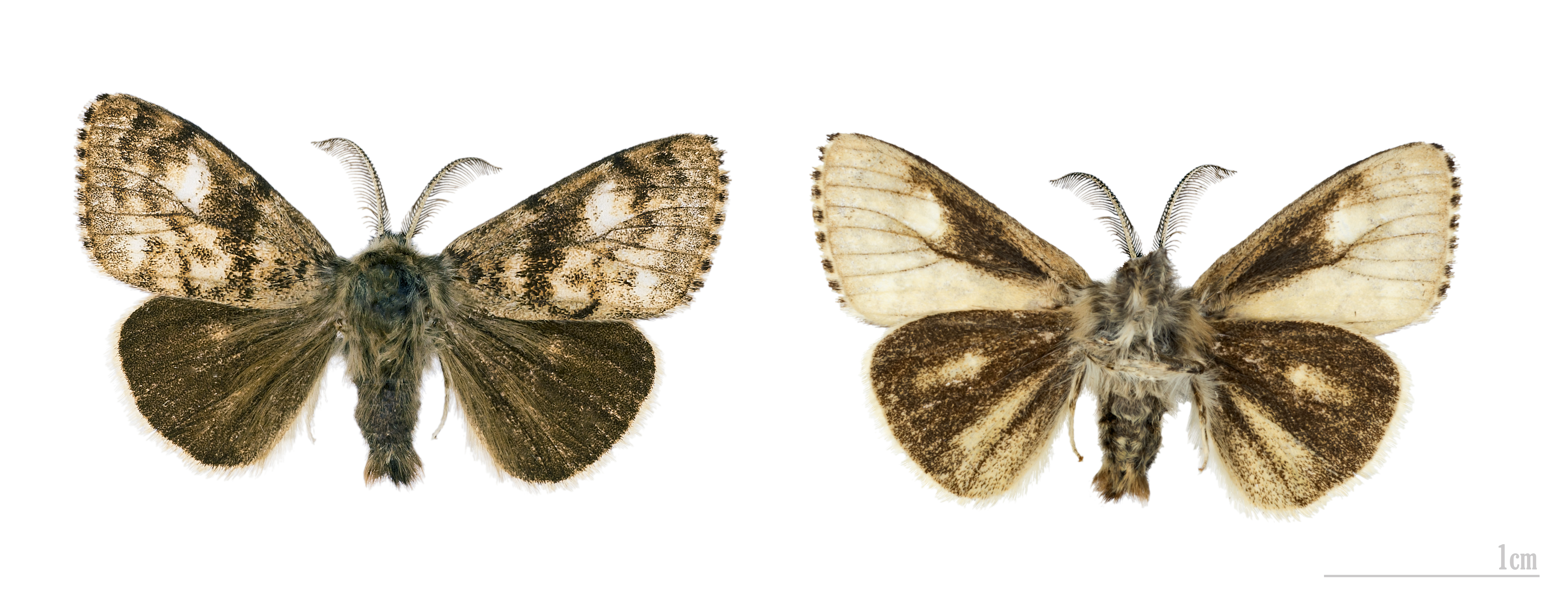
Imago ♂ över- och undersida
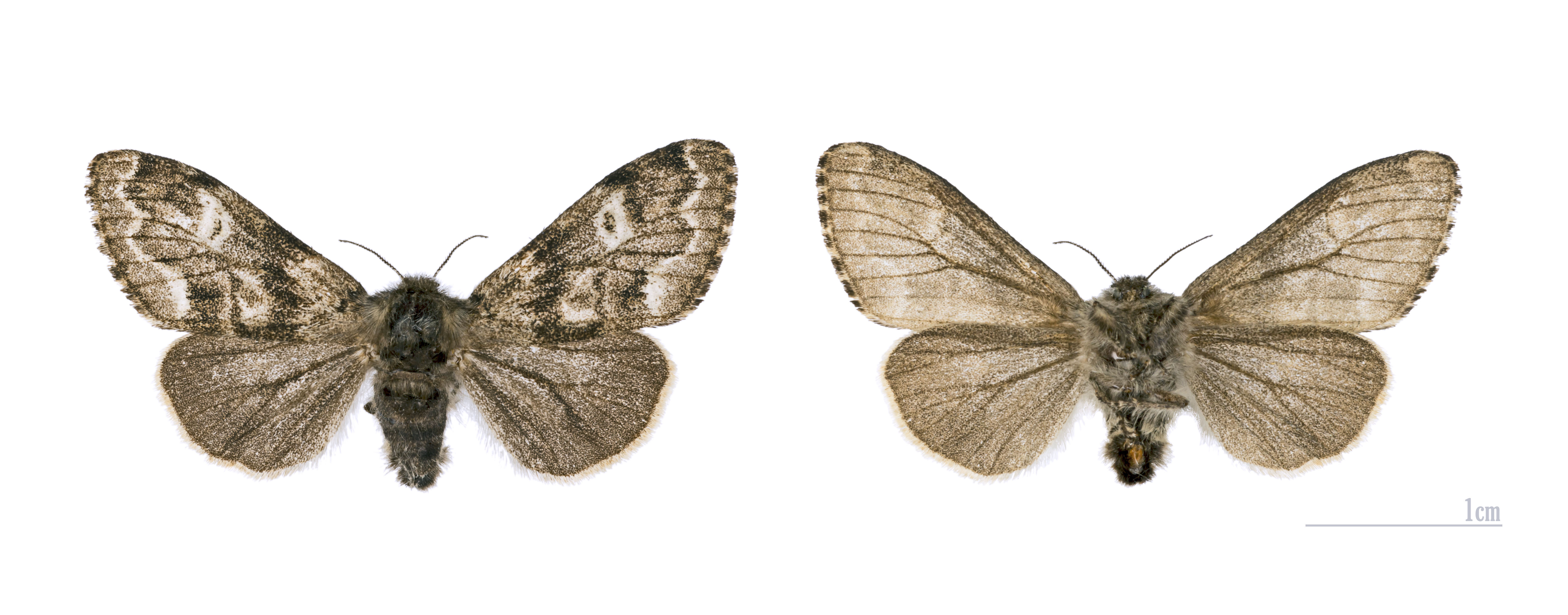
Imago ♀ över- och undersida